# 아이오닉 (모바일 앱 프레임워크)
아이오닉(Ionic)은 2013년 드리프티의 맥스 린치, 벤 스페리가 제작한 하이브리드 모바일 앱 개발을 위한 완전 오픈 소스 SDK이다. 최초 버전은 2013년에 앵귤러JS와 아파치 코도바로 제작되었지만 최신 버전은 앵귤러, 리액트나 Vue.js와 같은 어떠한 유저 인터페이스 프레임워크라도 고를 수 있도록 웹 컴포넌트의 하나로서 재제작되었다. 이는 또한 사용자 인터페이스 프레임워크가 전혀 없는 아이오닉 구성요소를 사용할 수 있다. 아이오닉은 CSS, HTML5, 그리고 Sass와 같은 웹 기술을 사용하여 현대적인 웹 개발 기술과 관행을 기반으로 한 하이브리드 모바일, 데스크톱 및 프로그레시브 웹 앱을 개발하기 위한 도구와 서비스를 제공한다. 특히, 모바일 앱은 이러한 웹 기술로 제작한 다음 코도바나 캐파시터를 이용해 네이티브 앱 스토어를 통해 배포하여 기기에 설치할 수 있다.